# Better Than Today
A Better Than Today című dal az ausztrál Kylie Minogue 2010. december 3-án megjelent 3. kimásolt kislemeze az Aphrodite című stúdióalbumról. A dalt Nerina Pallot és Andy Chatterley írta Pallott 2009-es Buckminster Fuller EP című mini albumára. A dalt Minogue 2009-ben újra felvette, és Stuart Price további produceri feladatai mellett készült el ez a változat. Zeneileg a "Better Than Today" egy popdal, amely más stílusokat emulál gitárok, szintetizátorok, és dobprogramok segítségével.
A "Better Than Today" 2010. december 3-án jelent meg az album harmadik kislemezként, azonban nem volt olyan sikeres, mint Minogue korábbi dalai. Miután korán debütált az albumletöltésekkel együtt, a brit kislemezlistán a 32. helyezést érte el, ami a legalacsonyabb helyezés a 2008-as The One című dal óta. A kislemez 2011. február 28-án jelent meg Ausztráliában, az ARIA kislemezlistáján, és az 55. helyen debütált, így ezzel a harmadik olyan dala volt, amely lemaradt a legjobb ötven helyezés közül. Az 1992-es Finer Feelings a 60. helyezett volt, és a 2010-es Get Outta My Way a 69. Annak ellenére; hogy az Egyesült Királyságban és Ausztráliában nem volt nagy siker, Minogue 6. listavezetője lett az amerikai H ot Dance Club Songs listán, és a harmadik egymást követő listavezető kislemeze az Aphrodite albumról.
A "Better Than Today" vegyes kritikákat kapott a zenekritikusoktól. Dicsérték a táncorientált szöveget, és a dal összetételét, melyek Minogue 90-es évek eleji Rhythm of Love műveihez, és a Scissor Sisters dalaihoz hasonlítottak. Sok kritikus dicsérte a dalt az album részeként, de nem hitték, hogy független kislemezként megállná a helyét. A videoklipet Minogue és a turné stábja rendezte, melyet 2010. november 19-én adtak ki. A videó tükrözte a 2009-es For You, For Me turnén során készített előadások divatját, és koreográfiáját, ahol debütált a dal. A video fogadtatása is többnyire pozitív volt, a legtöbben megjegyezték, hogy hasonlít Minogue korábbi zenei videóira.

## Előzmények és megjelenés
.

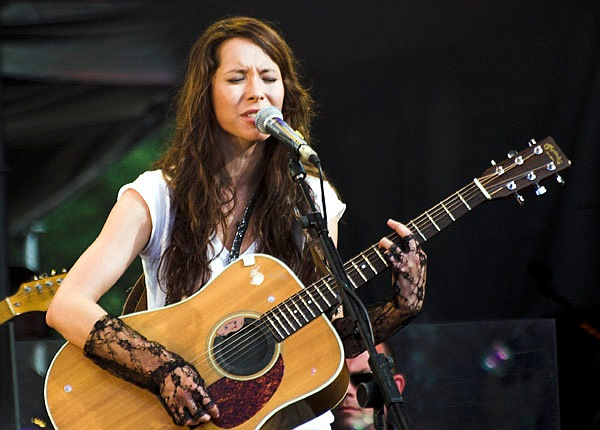
Nerina Pallot (a képen) írta és készítette a "Better Than Today" -t férjével, Andy Chatterley-vel.

A "Better Than Today" című dalt Nerina Pallot és Andy Chatterley írta, és készítette. A dalt eredetileg Pallot középlemezén a Buckminster Fuller EP-n jelentették meg 2009. februárjában. Miután Minogue meghallgatta Pallot munkáját, felvette az A&R menedzserével a kapcsolatot. Pallot később elmondta, hogy mikor Minogue később felhívta, nem  hitte el, hogy ő telefonál, majd így folytatta: "amikor Minogue bejött a stúdióba London egyik nem közkedvelt részén, azt gondoltam, hogy tényleg nem hiszem el, hogy ő ezt akarja csinálni, és felvenni a dalt". Pallot és Chatterley voltak az írók és a producerek, akik Minogue-val dolgoztak, amikor 2009 áprilisában elkezdődtek az Aphrodite felvételei. A "Better Than Today"  az együttműködés egyik kiemelkedő eredménye volt. Pallot így kommentálta a Minogue-val való közös munkát: "Befogadó, kedves, megközelíthető, és normális".
A későbbi együttműködések, amelyeket Minogue a duóval folytatott, nem voltak sikeresek. Miután a Parlophone elnöke, Miles Leonard 2009 decemberében Stuart Price-t választotta az album producerének, Price és Jake Shears (Price és Minogue barátja és korábbi együttműködő partnere) elkezdték újragondolni az albumot. Miután Price áthangszerelte, a "Beter Than Today" az egyike volt a két megmaradt együttműködésnek Pallot-tal, és Chatterly-vel, az album címadó dalával együtt. 2009-ben további dalok rögzítésére, és keverésére került sor Londonban. A "Better Than Today" az album harmadik kislemezként jelent meg 2010. december 3-án. Digitálisan 2011. február 28-án jelent meg, majd Minogue szülőhazájában 2011. március 18-án.

## Összetétel
A "Better Than Today" egy dance-pop dal, amely más stílusok hatásait is magában hordozza, beleértve a funkot, a soul-t, és a country-t. Ez magában foglalja az elektromos és akusztikus gitár, szintetizátorok, és dobprogramok használatát, mind Pallot, mind Chatterley által. A Hal Leonard Corporation által kiadott kotta szerint a dal 110 BPM/perc ütemű. A Minogue féle változat F-dúr hangnemben íródott, hangterjedelme A4 mély hangjától az F6 magas hangig terjed. Az akkordmenet F-E-DM-DM-E-F♭♭ végigkíséri a dalt, míg a középső nyolc F-ben marad. (Pallot változata nem tartalmazta ezt a középső nyolcast).
Sok összehasonlítás történt a dal stílusával kapcsolatban. A Popjustice a "Better Than Today"-t Minogue 1990-es Rhythm of Love című stúdióalbumához hasonlította. Hannah Kim a Korea JoongAng Dalily-től kijelentette, hogy a dal a "klasszikus" 70-es évek-beli diszkó hangzást idézi. Az album értékelésekor Ian Wade a BBC Music-től "tech-country stílusúnak" nevezte a dalt. Fraser McAlpine szintén a BBC-től azt mondta, hogy a dal magán viseli Shears zenei ujjlenyomatát. Megvan az a »Laura« pattogás... és az a rész, amikor Kylie felmegy a magasba, mely hasonló a "Dancing" című dalhoz. Christiel Loar a PopMatters-től és Nick Levine a Digital Spy-től dicsérték a dal szövegét:  "What's the point in living if you don't wanna dance?" (Mi értelme élni, ha nem akarsz táncolni). Levine külön megtapsolta Pallot-ot és Chatterely-t, amikor valőszínűleg a valaha volt legkylie-sebb Kylie dalszöveggel álltak elő.

## Kritikák
A dal pozitív kritikákat kapott az album kapcsán. Mikael Wood az Entertainment Weekly-től a "Better Than Today"-t az Aphrodite egyik kiemelkedő dalának nevezte. Wade a BBC Music-től szintén kedvező kritikákkal illette, mondván, hogy a dal "vonaltáncoló kiborgok képeit dobja fel". A Loar of PopMatters "cukros pattogásnak" nevezte. A pozitív albumkritikákkal ellentétben azonban Nick Ward a The Nelson Mail-tól nem volt lenyűgözve. Azt mondta, hogy nincs olyan "oomp" amely teljesé tette volna a "Better Than Today"-t.
Amikor a "Better Than Today" megjelent kislemezen a dal kritikái vegyesek voltak. McAlpine a BBC-től azt mondta, hogy a dal "könyörtelenül hencegő lendülete" kissé megvisel". Majd így folytatta: "Egy bizonyos ponton valami másnak kell történnie, látjátok, nem számít hányszor csap fel Kylie hangja a magasba, majd ugrik vissza újra, nem számít, milyen határozottan nyomja magát ezekbe az igényes kórusokba. Úgy kezdődik, mint ha egy tigris lenne, és majd végződik úgy mint egy aerobicóra". Az öt csillagból három csillagot adott a dalra. A Popjustice miközben kijelentette, hogy a dal meglehetősen élvezetes, hozzátette, hogy ez egy ártalmatlan albumdal, a nagy golyós "I'm-bloody Kylie visszatérő kislemez helyett". Később megjegyezték, hogy kissé megijedtek, amikor a dalból kislemez lett. Nima Baniamer a Contact Music-tól úgy jellemezte a dalt, hogy "egy szórakoztató elektro szám", de sajnos úgy tűnik, nem elég ütős ahhoz, hogy szilárdan megállja a helyét felvezető dalként. Levine a Digital Spy-tól eredetileg egy albumkritikában úgy jellemezte a dalt, hogy "olyan felemelő dance-pop ditty, amelyet valószínűleg egész évben hallani fogunk". Egyetlen kritikában Levine úgy értékelte a dalt, hogy "nem a legfrissebb édesség, amit ebben a buliszezonban kóstolhatsz", majd ezzel folytatta: "édesnek, csábítónak, és szinte lehetetlennek tűni,, hogy ne engedj neki újra meg újra. Az öt csillagból négyet adott a dalra.

## Kereskedelmi sikerek
.

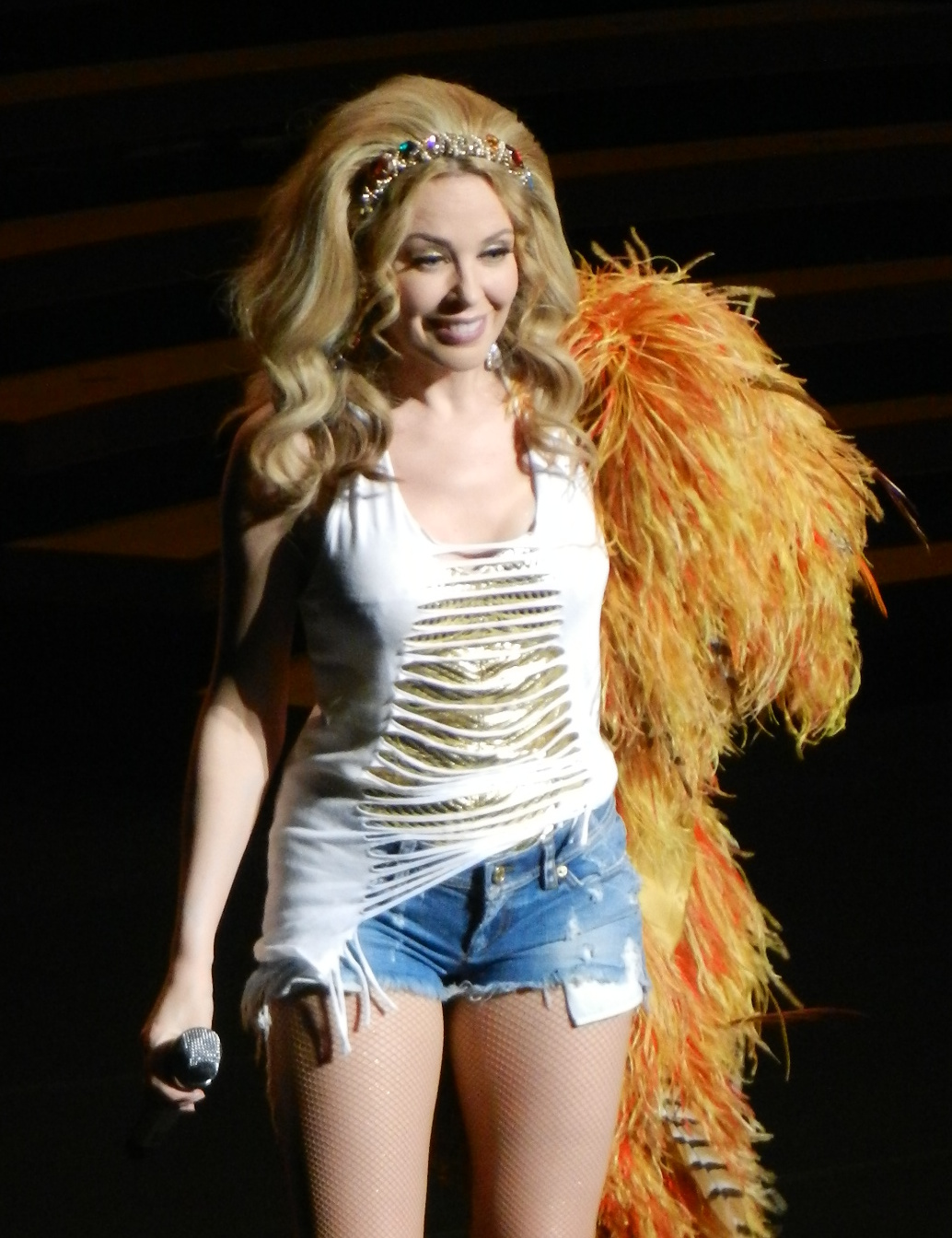
Minogue előadja a "Better Than Today" című dalt az Aphrodite: Les Folies Tourturnéján 2011-ben. A dal lett a hatodik listavezető kislemeze az amerikai Hot Dance Club Songs listán.

A 2010. november 20-i héten a "Better Than Today" a 67. helyen debütált a brit kislemezlistán. Ez kizárólag az album digitális eladásain alapult, mivel a kislemez csak 2010. december 3-án jelent meg. A megjelenés előtti napon új csúcsot ért el a 40. helyen, majd a 63. helyre esett vissza, hogy aztán 2010. december 18-án a 32. helyen tetőzzön. Ennek eredményeként a dal az egyik legalacsonyabb slágerlistás kislemeze lett az Egyesült Királyságban. Ez bizonyult a legkevésbé sikeres brit slágerlistás helyezésének a 2008-as "The One" óta, amely a 36. helyig jutott. A kislemez hasonló eredményeket ért el más európai országban is. Skóciában a 27. Franciaországban pedig a 63. helyet érte el.
Az Egyesült Államokban a dal a 44. helyen debütált a Hot Dance Club Songs listán. A 2011. március 5-i megjelenési napon az első helyre került. Ezzel nemcsak Minogue hatodik listavezető kislemez lett, hanem sorozatban a harmadik listavezető az Aphrodite albumról. Abban az időben Minogue a harmadik helyet is tartotta a listán a Higher című dallal, melyet közösen Taio Cruzzal készítettek. Így ő lett az első olyan előadó, aki az amerikai dance lista történetében egyszerre az első három helyből kettőt is elhódított. Ausztráliában való megjelenése után a dal az 55. helyen debütált az ARIA kislemezlistáján. Ez volt a harmadik kislemeze, amely lemaradt a legjobb ötven helyezett közül, a Finer Feelings óta, amely a 60. helyig jutott, és a Get Outta My Way mellett, amely a 69. volt a listán. Egy 2011 márciusában a Perth Now-nak adott interjúban Minogue csalódottságát fejezte ki az Aphrodite kislemezeinek kereskedelmi sikere miatt, és a következőket mondta:
"Kicsit csalódottnak érzem magam az Aphrodité kislemezei miatt...Engem is kifogtak, mint sok más művészt a lemezkiadók, hogy hogyan kell manapság kislemezeket kiadni. Emlékszem, hogy az egyik utolsó kislemez promóját csináltam, és nagyon régimódinak éreztem. Elég jól értek a számítógépekhez, de valami nem stimmelt, azonban senki nem szólt hozzám semmit".
Következésképpen, miután Minogue elismerte, hogy mind a "Better Than Today" és a "Get Outta My Way" rosszul szerepelt a slágerlistákon világszerte, bejelentette, hogy nem jelenik meg több kislemez az albumról. A "Put Your Hands Up" azonban 2011. május végén megjelent az Astralwerks gondozásában, Minogue Észak-Amerikai lemezkiadójának sajtóközleményét követően.

## Videoklip

### Héttér és szinopszis
Minogue 2010. november 19-én mutatta be a "Better Than Today" videóklipjét a hivatalos weboldalán. A videót maga Minogue rendezte a turné munkatársainak segítségével, beleértve régi stylistját és barátját, William Bakert is. A videó hasonlít a 2009-es For You, For Me turné során készült dal előadására, amelyben Tony Testa koreográfus ugyanazokat a táncokat mutatja be.
A klip azzal kezdődik, hogy Minogue egy lézersugarakkal körülvett színpadon táncol. Ahogyan az első versszak elkezdődik, női táncosok veszik körül, akik rózsaszín parókát viselnek vállvédőként, és egy zenekar is látható, amely Pac-Man sisakot visel. Minogue kék bodyt visel, rojtos anyaggal a tetején és ezüsttel, Louboutin tűsarkúval, hasonlóan, mint a Get Outta My Way klipjében. A tárrében lévő képernyőkön számos színes film látható, amelyeket a Space Invaders és más ügyességi játékok ihlettek. Amikor elhangzik a refrén, Minogue két Marshall erősítőn ül, miközben animált virágok, és 3D-s medvék láthatóak, valamint a dalszövegek feliratai. Később Minogue-t ismét lézersugarak veszik körül, néhányan a mikrofonállványról vetítenek ki. A képernyőkön színes ajkak láthatóak, amelyeket a Rocky Horror Picture Show  című musical ihletett. A video azzal ér véget, hogy Minogue-t ismét lézersugarak veszik körül, leengedve azt a mikrofonállvány mögé.

### Fogadtatás
A videoklip fogadtatása többnyire pozitív volt. A Pink is the New Blog tapssal jutalmazta a videót, és azt mondta: "nagyon színes, 80-as évekbeli videojáték ihlette videónak" nevezte azt. Gary Pini a Paper-től úgy jellemezte a videoklipet, hogy azt "Murakami és Pac Man tervezte", egy hűvös mikrofonállvánnyal, amely lézersugarakat lő ki". Becjy Bain az Idolatortól azt mondta: " A videó nagyon szexi, melyben szeretni kell egy olyan szuper menő csajt, mint Kylie, aki nem fél kiengedni belső majmát a szabadba". Bradley Stern a MuuMuse-tól a 2 Hearts és a The One videoklipjeinek keverékeként írta le, majd azt mondta: "A Better Than Today videója tíz fokozattal feljebb dobja Kylie X-Faktor teljesítményét a lézerfényekkel, az élénk neonanimációkkal, és az extra rózsaszín vállakkal, – és persze a gyilkos tüskés sarkú cipővel. HardCandy-t a "Can Get You Out of My Head" című klip juttatta eszébe a klipről. "Imádom, hogy visszahozta a Can't Get You Out of My Head" robotjait egy frissített Iron érzéssel, majd hozzátette: "A videóban nincs semmi különös, vagy úttörő ami nyomot hagyna".

## Élő előadások
.

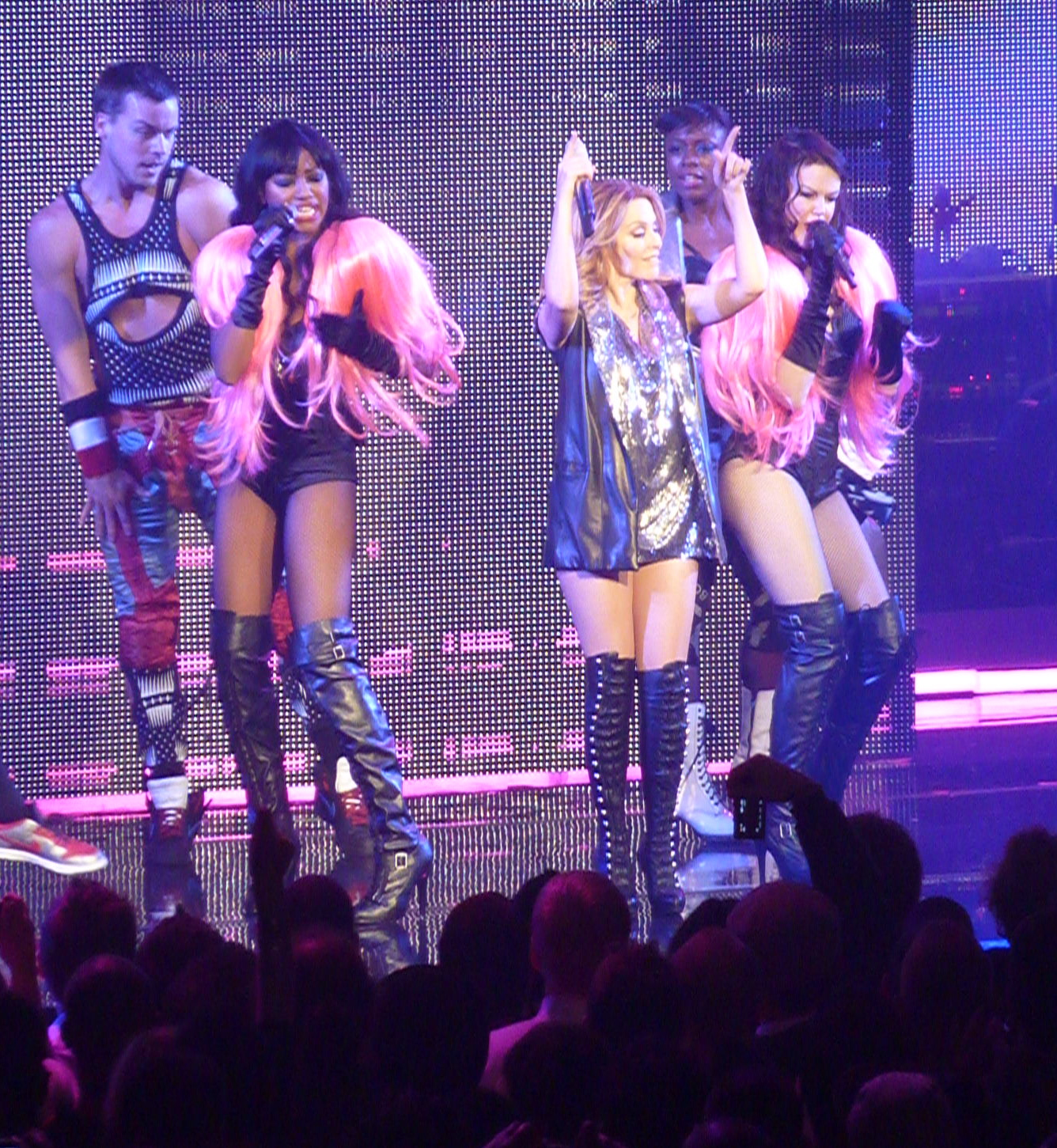
Minogue, táncosai kíséretében, előadta a "Better Than Today" című dalt a 2009-es észak-amerikai For You, For Me Tour turnéján.

Minogue úgy mutatta be a Better Than Today című dalt, hogy felvette azt a 2009-es For You, For Me Tour setlistájára. A dalt először az első turnén Oaklandben adta elő, majd azt mondta: "Tudom, hogy kicsit sokáig tartott, mire eljutottam az Egyesült Államokba, ezért úgy gondoltam, hogy ti halljátok először a dalt..." A Rolling Stone így kommentálta a háttérénekeseket a dal alatt: "Az este legszembetűnőbb divatinnovációját láttuk, neonrózsaszín parókában, amelyeket vállvédőként használtak". A turné chicagoi állomása után John Dugan a Time Out-tól azt mondta, hogy ez az előadás volt az "éjszaka kedvenc dala". A dal felkerült az Aphrodite: Les Folies Tour setlistájára is 2011-ben. Simon Collins a The West Australia-tól dicsérte Minogue azon képességét, hogy összeszedte magát, és kiadta a dal pimas stampáját.
A kislemez népszerűsítése céljából Minogue számos televíziós fellépést elvállalt. 2010. november 7-én élőben adta elő a műsort az X-Factor című műsorban, ahol piros rojtos koktélruhát viselt, kis kivágásokkal a derekán, és a zenei videóban lévő ezüst színű cipőben. A zsűritagok vastapssal jutalmazták, köztük húga Dannii Minogue is, aki szintén a zsűri tagja volt. Az előadást tízből tíz ponttal jutalmazta. Minogue ezt az előadást még a BBC One Children is Need 2010-es televíziós különkiadásában is előadta 2010. november 19-én. Az előadás során a videóhoz hasonló öltözékben jelent meg, amely fehér színű volt. Minogue 2010. december 6-án nyitotta meg a Capital FM Jingle Bell Ball-ját, és felvette a "Better Than Today" című dalt a setlistájára. Ekkor átlátszó, földig érő ruhát viselt, szintén ezüst színű magassarkú cipővel. A dal elhangzott 2010. december 10-én is a Royal Variety Performance-ben is. Minogue és Gary Barlow köszönthette Károly herceget és Kamillát a londoni Palladiumban, ahol az eseményt tartották. 2010 végén Minogue előadta a dal big band változatát a Jools Holland éves Hootenanny rendezvényén.

## Formátumok és számlista
Ausztrál CD single és UK CD1
1. "Better Than Today" – 3:26
2. "Better Than Today" (Bills and Hurr remix) – 8:36
3. "Better Than Today" (The Japanese Popstars mix) – 6:45
4. "Get Outta My Way" (BBC Live Lounge version) – 3:40

UK CD2
1. "Better Than Today" – 3:26
2. "Can’t Get You Out of My Head" (BBC Live Lounge version) – 3:12

## Slágerlista
| Slágerlista (2010–2011)               | Legjobb helyezések |
| ------------------------------------- | ------------------ |
| Australia (ARIA)                      | 55                 |
| CIS (TopHit)                          | 109                |
| Franciaország (Single Top 100)        | 63                 |
| Global Dance Tracks (Billboard)       | 30                 |
| Mexico Ingles Airplay (Billboard)     | 38                 |
| Skócia (Scottish Singles Top 40)      | 27                 |
| Egyesült Királyság (UK Singles Chart) | 32                 |
| US Hot Dance Club Songs (Billboard)   | 1                  |

| Slágerlista (2011)                  | Helyezés |
| ----------------------------------- | -------- |
| US Hot Dance Club Songs (Billboard) | 10       |

## Megjelenések
| Ország             | Dátum              | Formátum               | Label                  | Ref.(s)       |
| ------------------ | ------------------ | ---------------------- | ---------------------- | ------------- |
| Ausztria           | 2010. december 3.  | Digital EP             | EMI                    | [ 56 ]        |
| Belgium            | 2010. december 3.  | Digital EP             | EMI                    | [ 57 ]        |
| Kanada             | 2010. december 3.  | Digital EP             | EMI                    | [ 58 ]        |
| Dánia              | 2010. december 3.  | Digital EP             | EMI                    | [ 59 ]        |
| Finnország         | 2010. december 3.  | Digital EP             | EMI                    | [ 60 ]        |
| Franciaország      | 2010. december 3.  | Digital EP             | EMI                    | [ 61 ]        |
| Németország        | 2010. december 3.  | Digital EP             | EMI                    | [ 62 ]        |
| Írország           | 2010. december 3.  | Digital EP             | EMI                    | [ 63 ]        |
| Hollandia          | 2010. december 3.  | Digital EP             | EMI                    | [ 64 ]        |
| Svájc              | 2010. december 3.  | Digital EP             | EMI                    | [ 65 ]        |
| Egyesült Királyság | 2010. december 3.  | Digital EP             | Parlophone             | [ 66 ]        |
| Egyesült Államok   | 2010. december 3.  | Digital EP             | Astralwerks            | [ 67 ]        |
| Norvégia           | 2010. december 6.  | Digital EP             | EMI                    | [ 68 ]        |
| Svédország         | 2010. december 6.  | Digital EP             | EMI                    | [ 69 ]        |
| Egyesült Királyság | 2010. december 6.  | 7" single CD single    | Parlophone             | [ 70 ] [ 71 ] |
| Olaszország        | 2010. december 7.  | Digital EP             | EMI                    | [ 72 ]        |
| Spanyolország      | 2010. december 7.  | Digital EP             | EMI                    | [ 73 ]        |
| Olaszország        | 2010. december 18. | Contemporary hit radio | Warner Music           | [ 74 ]        |
| Ausztrália         | 2011. február 28.  | Digital EP             | Warner Music Australia | [ 75 ]        |
| Új-Zéland          | 2011. február 28.  | Digital EP             | Warner Music Australia | [ 76 ]        |
| Egyesült Államok   | 2011. március 8.   | Remix EP               | Astralwerks            | [ 77 ]        |
| Ausztrália         | 2011. március 18.  | CD single              | Warner Music Australia | [ 78 ]        |